# Illecito civile contrattuale
In diritto l'illecito civile contrattuale è l'illecito civile consistente nella violazione (inadempimento) di un obbligo che chi ha tenuto il comportamento illecito aveva nei confronti di chi ha subito il danno, obbligo spesso ma non necessariamente derivante da un contratto (sicché la denominazione tradizionalmente utilizzata è riduttiva)